# 拉兹多利诺耶区
拉兹多利诺耶区（俄语：Раздольненский район），又按乌克兰语名译为罗兹多利内区（烏克蘭語：Роздольненський район），是烏克蘭克里米亞自治共和國的一個旧區，實際控制該地的俄罗斯克里米亞共和國仍使用該區劃。行政中心为拉兹多利诺耶（罗兹多利内）。面积为1231平方公里，人口数量为34,360（2013年）。

## 2020年乌克兰行政区划改革
2020年7月乌克兰在全境实行了行政区划改革，包括当时被俄罗斯占领的克里米亚半岛。克里米亚自治共和国的14个区和11个共和国直辖市重组为10个区。罗兹多利内区合并至新成立的彼列科普区。设立新区的法律在2023年9月7日正式生效，但由于乌克兰并未实际控制克里米亚，故事实上新区并未真正运作。